# Takuma Kawai
Takuma Kawai (jap. 河合 卓真, Kawai Takuma; * 10. August 1988 in Eniwa, Hokkaidō) ist ein japanischer Eishockeyspieler, der seit 2009 bei den Tōhoku Free Blades in der Asia League Ice Hockey unter Vertrag steht.

## Karriere
Takuma Kawai begann seine Karriere als Eishockeyspieler in der kanadischen Juniorenliga QMJHL, in der er von 2006 bis 2008 je eine Spielzeit lang für die Voltigeurs de Drummondville und Olympiques de Gatineau aktiv war. Mit Gatineau gewann er in der Saison 2007/08 die Coupe du Président, die Meisterschaft der QMJHL. Zur Saison 2009/10 unterschrieb der Flügelspieler wie auch sein Bruder Ryūichi einen Vertrag bei den neu gegründeten Tōhoku Free Blades aus der Asia League Ice Hockey, für die er in 18 Spielen zwei Tore erzielte und sieben Vorlagen gab. Zudem erhielt er 24 Strafminuten. In der Saison 2010/11, welche aufgrund des Tōhoku-Erdbebens vorzeitig beendet wurde, gewann er mit seiner Mannschaft als Assistenzkapitän erstmals den Meistertitel der Asia League Ice Hockey. 2013 und 2015 konnte er mit seiner Mannschaft den Titel erneut gewinnen.

### International
Für Japan nahm Kawai im Juniorenbereich ausschließlich an der U18-Junioren-Weltmeisterschaft der Division I 2006 teil. Im Seniorenbereich stand er im Aufgebot seines Landes bei den Weltmeisterschaften der Division I 2010, 2012, 2013, 2014, 2016 und 2018 sowie den Winter-Asienspielen 2011 und 2017. Bei den Asienspielen 2011 gewann er mit seiner Mannschaft die Silbermedaille hinter Kasachstan, sechs Jahre später reichte es zu Bronze hinter den erneut siegreichen Kasachen und Südkorea. Zudem vertrat er seine Farben beim Qualifikationsturnier für die Olympischen Winterspiele in Pyeongchang 2018.

## Erfolge und Auszeichnungen
- 2008 Coupe-du-Président-Gewinn mit den Olympiques de Gatineau
- 2011 Asia League Ice Hockey-Meister mit den Tōhoku Free Blades
- 2013 Asia League Ice Hockey-Meister mit den Tōhoku Free Blades
- 2015 Asia League Ice Hockey-Meister mit den Tōhoku Free Blades

### International
- 2011 Silbermedaille bei den Winter-Asienspielen
- 2017 Bronzemedaille bei den Winter-Asienspielen

## Asia-League-Statistik
(Stand: Ende der Saison 2017/18)